# Tadateru Omoto
Tadateru Omoto (født 6. april 1969) er en tidligere japansk fodboldspiller.
Han har spillet for flere forskellige klubber i sin karriere, herunder Bellmare Hiratsuka.